# Mort de Louis XIV
Ne doit pas être confondu avec La Mort de Louis XIV.

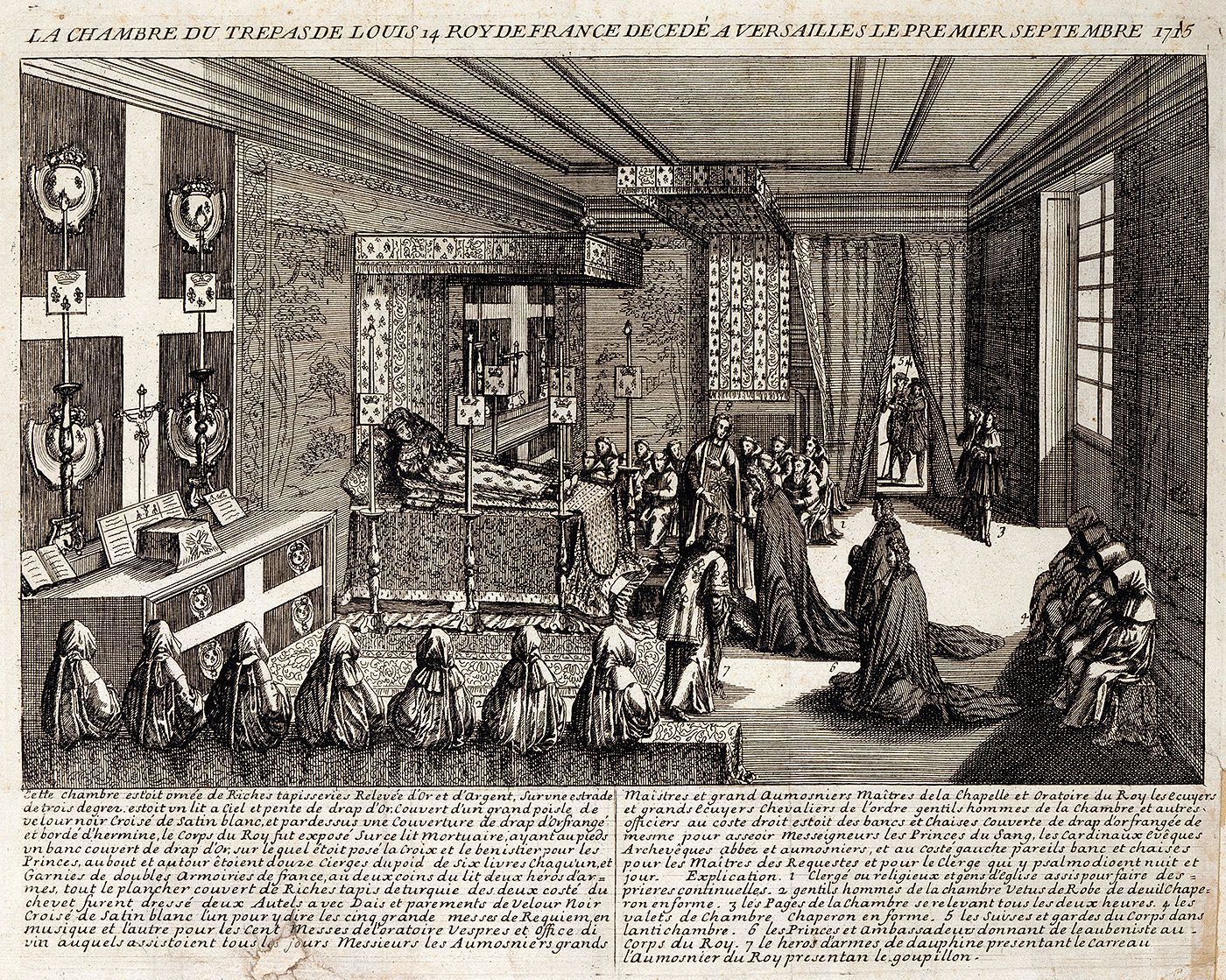
La chambre du service funèbre de, avec la représentation erronée du corps, et non de l'effigie du roi sur un lit à la duchesse, dans le salon de Mercure de Versailles.

La mort de  Louis XIV  a lieu le 1er septembre 1715 aux alentours de 8 h 15. Elle signe non seulement la mort et la fin d'un règne personnel de 54 ans du roi Louis XIV, mais surtout un changement de main, avec la lutte de succession qui s'ensuivit au Parlement de Paris, au profit de son neveu Philippe d'Orléans nommé régent du royaume. Le système de polysynodie émerge de l'alliance entre Philippe d'Orléans et les parlementaires.

## Les derniers jours
Le 9 août 1715, au retour de Marly, le roi apparaît brusquement très abattu. Le 10, il se plaint d’une douleur à la jambe gauche que son premier médecin Fagon diagnostique deux jours plus tard : il attribue la douleur à une sciatique et préconise une médecine. Les jours passent, les nuits sont agitées, le roi se nourrit de moins en moins et il paraît à tous, de plus en plus affaibli. Le 21 août, il accepte la consultation collective de quatre docteurs de la faculté de médecine de Paris qui confirment la sciatique alors que la fièvre mine le malade et que la pourriture de la jambe devient apparente avec le développement de taches noires. Fagon continue ainsi à prescrire des pansements à l'eau-de-vie camphrée et des bains de lait d'ânesse. Le samedi 24, la situation s’aggrave : le premier chirurgien du roi Georges Mareschal annonce au souverain que la prétendue sciatique est en fait un sphacèle (gangrène sénile, ischémie aiguë probablement causée par un caillot venant boucher l'une des artères principales du membre) à la jambe contre laquelle les médecins sont impuissants.

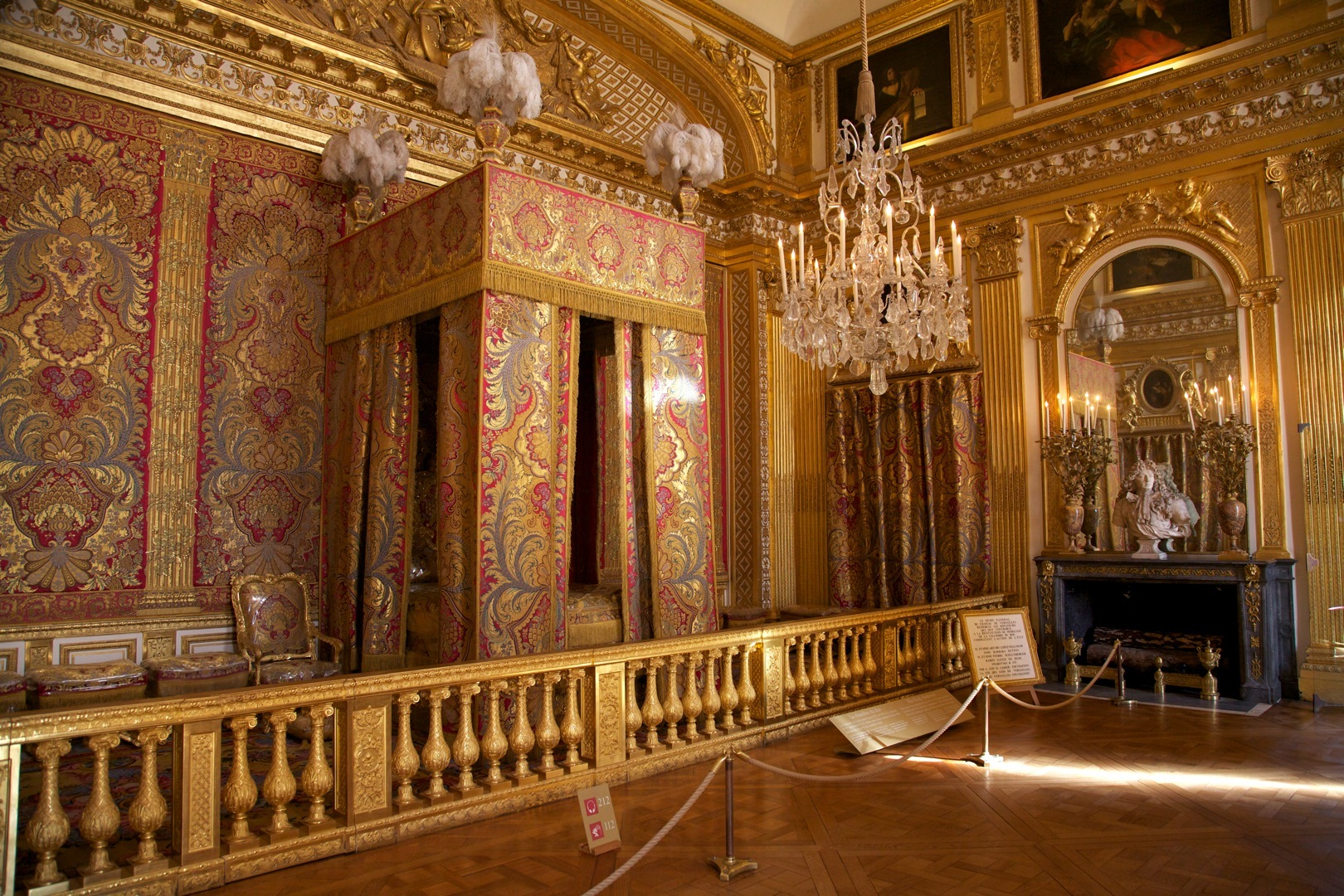
Comme le rituel l'impose, Louis XIV meurt dans la chambre du roi de Versailles.
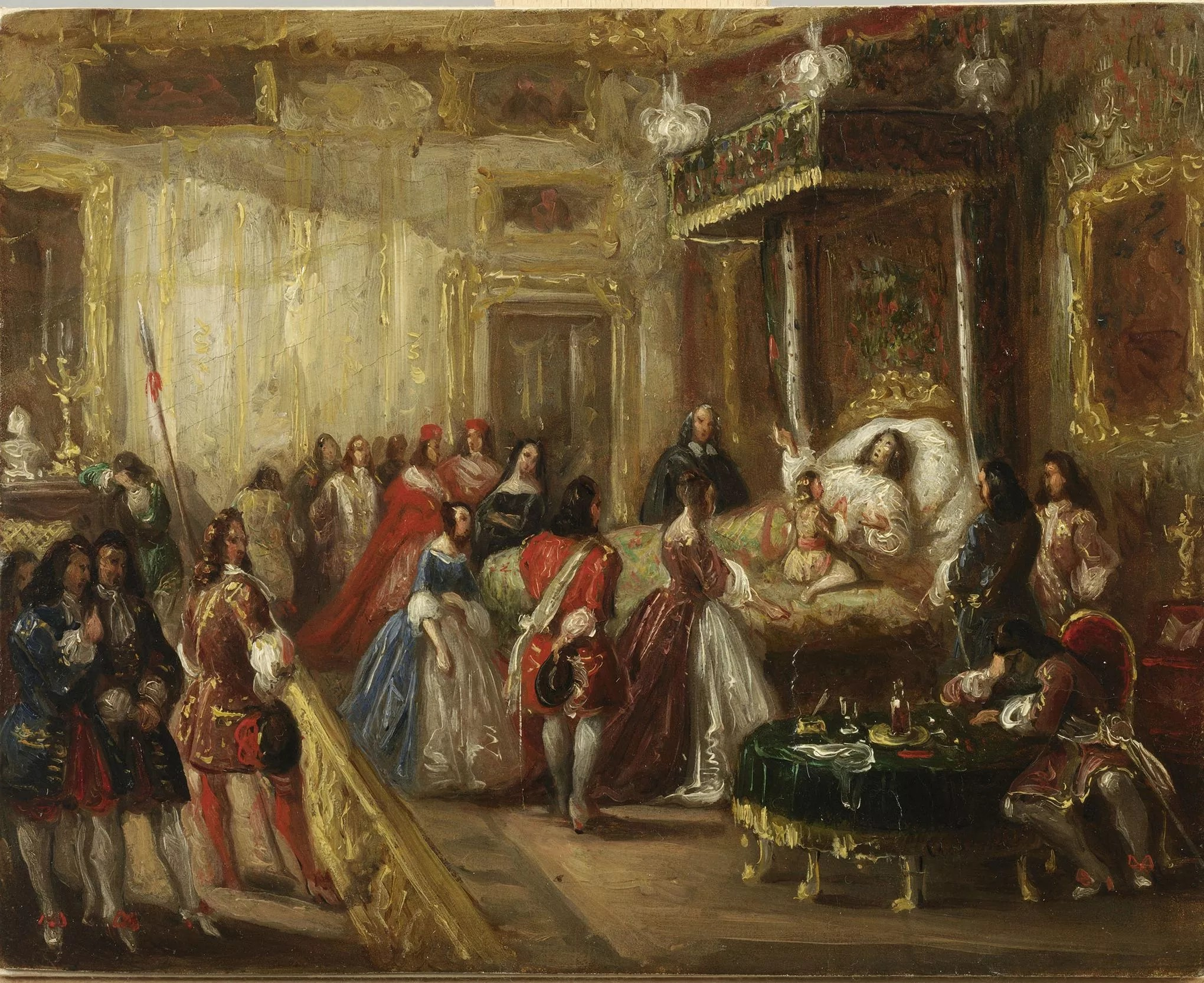
La mort de Louis XIV, peinture d'histoire de Thomas Jones Barker, vers 1835-1840.

Le roi souhaite l'amputation mais ses médecins, vu son âge et la progression de la maladie, lui font comprendre qu'elle ne servirait à rien. Dès lors, le monarque met en scène sa mort en trois phases : la première phase correspond à la mort chrétienne (confession et pardon). Le 24 août, il réclame à se confesser au père Le Tellier ; le 25 août, il demande à recevoir le viatique et l'extrême-onction administrée par le grand aumônier de France, le cardinal de Rohan, ce qui prépare la mort du roi en bon chrétien. La deuxième phase est la mort curiale : toute la cour défile devant son lit. Enfin la mort politique se traduit par les dernières recommandations à son arrière-petit-fils, le petit dauphin, le futur roi Louis XV, alors âgé de 5 ans et demi : le 26, après avoir pris son dîner au lit, qu’il ne quitte plus, il fait entrer le dauphin. Il lui adresse un discours dont les termes diffèrent selon que l’on se rapporte au marquis de Dangeau ou à Saint-Simon. Ses derniers conseils sont de ne pas l'imiter dans son goût pour les bâtiments, de soulager la misère de ses peuples, « ce que j'ai le regret de ne pas avoir fait » et de vivre en paix avec ses voisins. Il avoue même : « J'ai trop aimé la guerre » et « C’est la ruine des peuples ». Sur son lit de mort, il déclare aussi : « Je m'en vais mais l'État demeurera toujours ». Malgré une dernière tentative de sauver le roi grâce à un prétendu remède miracle proposé par un certain médecin provençal appelé Brun,, il tombe finalement dans un semi-coma, les 30 et 31.
Le samedi 31, la nuit et la journée sont détestables. Il n’a que de rares instants de connaissance. La gangrène gagne le genou et toute la cuisse. On lui donne du remède que sa belle-fille, la duchesse du Maine, a apporté et qui est excellent pour la petite vérole. Mais le lendemain, 1er septembre 1715, Louis XIV meurt d'une ischémie aiguë du membre inférieur, causée par une embolie liée à une arythmie complète, compliquée de gangrène aux alentours de 8 h 15 du matin, entouré de ses courtisans, après cette agonie de plusieurs jours. Son règne a duré soixante-douze années et cent jours (cinquante-quatre années de règne effectif si on retire la période de la régence de 1643 à 1661).
On trouve dans l’éphéméride du mois d’août de l'Almanach royal de 1715, une mention manuscrite qui relate les circonstances des derniers jours du roi :
|  | « On crut le Roy mort dez le Lundy 25. Il se porta mieux un jour ou deux quoyque sans esperance. Il est mort après avoir beaucoup souffert et avec une grande patience le Dimanche 1r sept a 8 h. du matin M. le Duc d’Orléans alla au Parlt [Parlement] et fut declaré Regent le 2. septe » |

## Obsèques

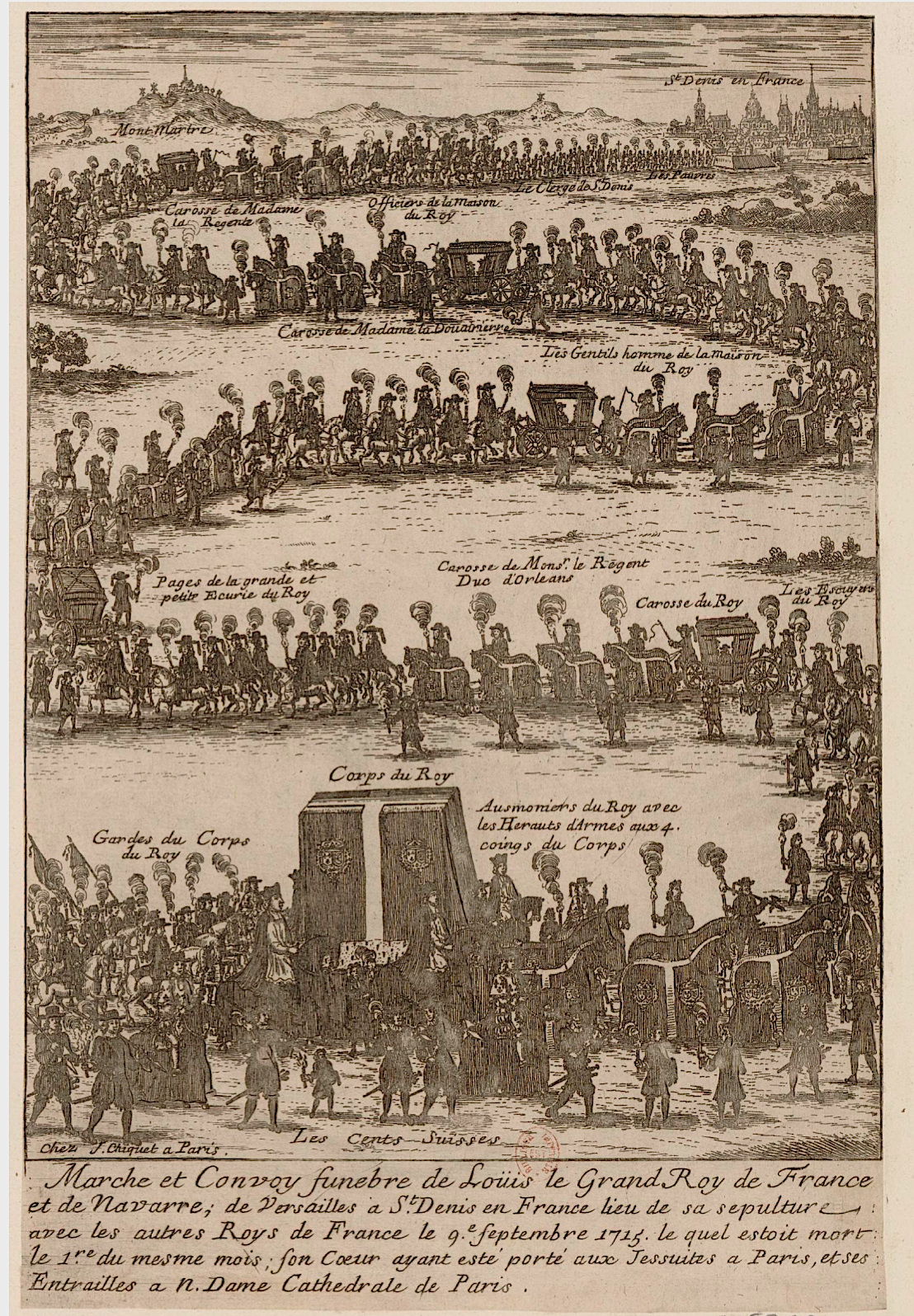
Convoi funéraire de (eau-forte de Jacques Chiquet, BnF).

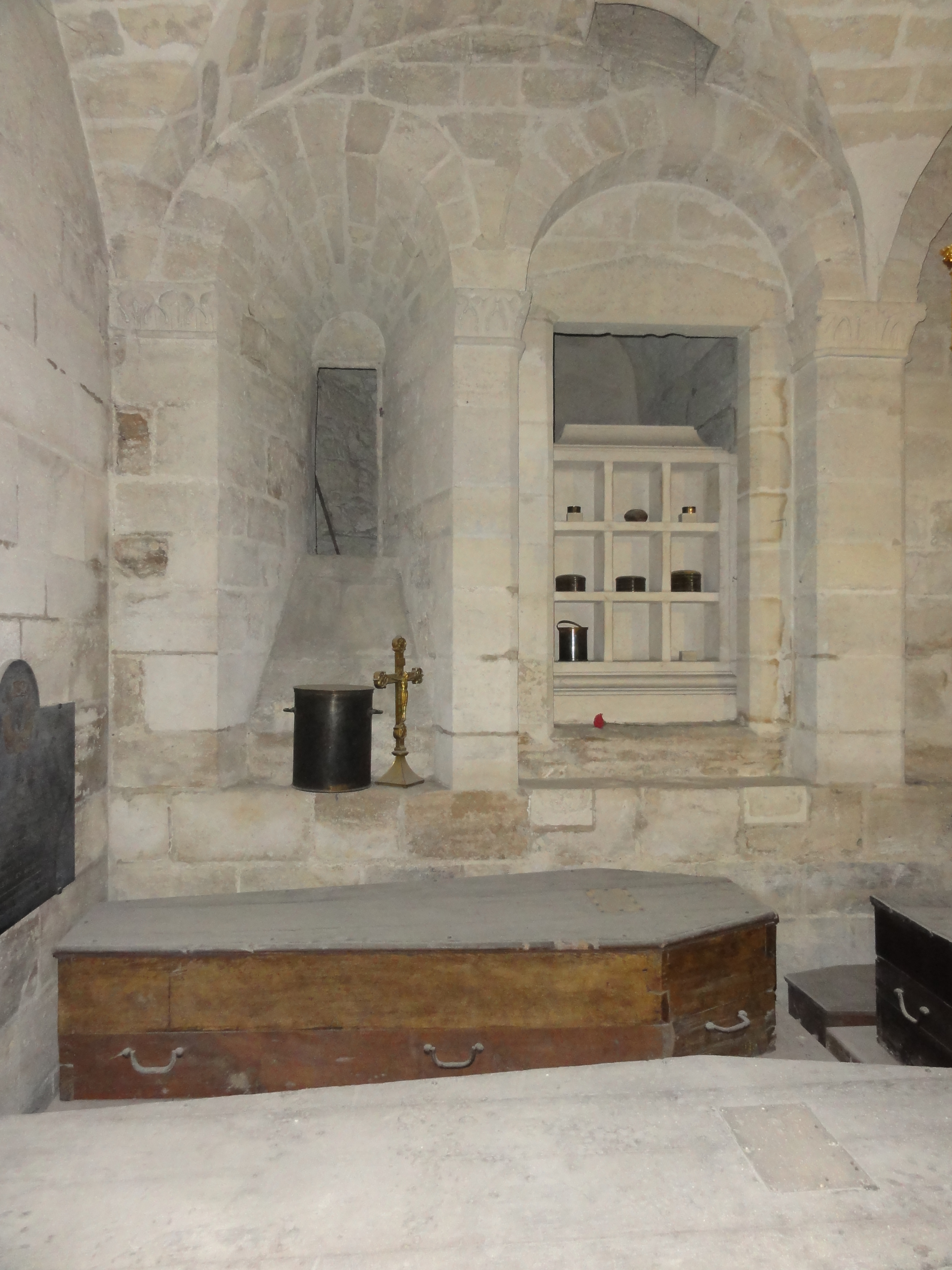
L'armoire des cœurs royaux du caveau des Bourbon.

Au lendemain du décès, dans la chambre du roi, le corps est transporté dans l’antichambre de l’Œil-de-bœuf du château de Versailles pour être autopsié, triparti (séparation du corps, du cœur et des entrailles) puis embaumé avant d’être enfermé dans un double cercueil, de plomb et de chêne. Le troisième jour, le cercueil est exposé pour une semaine dans une pièce plus grande, le salon de Mercure du Grand Appartement pour y recevoir les honneurs.
Le convoi funèbre quitte Versailles le 8 septembre 1715 à 19 h pour arriver le lendemain à la basilique Saint-Denis. Le rituel veut qu'il se déroule la nuit mais, selon une légende tenace, ce cortège funèbre se serait fait en catimini afin d'éviter qu'il ne soit l'objet de railleries de la part de la population. En réalité, le cortège est formé de plus de mille personnes, dont huit cents à cheval et portant un flambeau de cire blanche. Rapidement, des libelles clandestins se diffusent, rappelant que Louis XIV est avant tout « le grand roi des impôts », tel « Le grand Louis est trépassé / Et les médecins ont trouvé / De sang qu'il n'avait qu'une livre. / Hélas, que j'en suis étonné, / Car il nous avait bien sucés ».
La messe de funérailles y est prononcée le 23 octobre par le cardinal de Rohan. Des cérémonies sont aussi organisées ailleurs en France et à l’étranger.

## Reliques

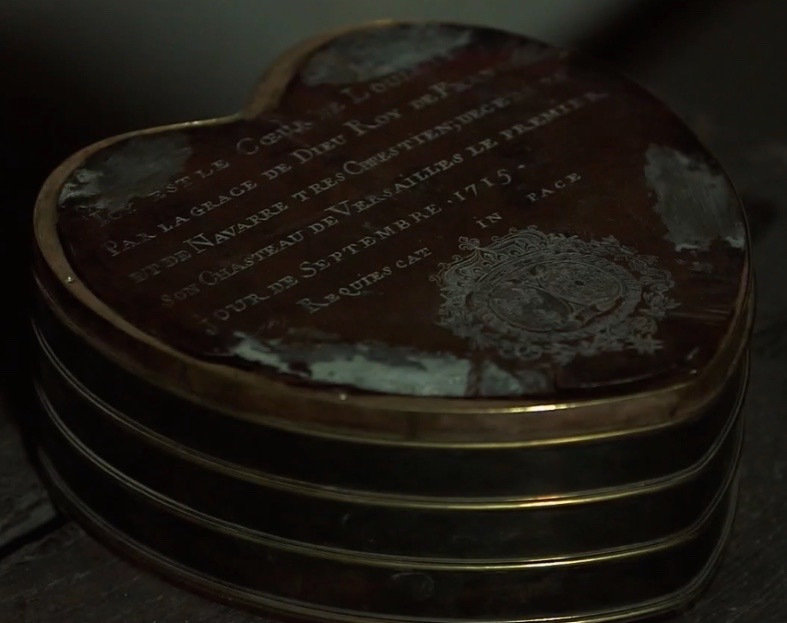
Coffret contenant le cœur de Louis XIV. Épitaphe : « Ici repose le cœur de Louis XIV, par la volonté de Dieu, roi très chrétien de France et de Navarre, décédé le premier jour du mois de septembre de l’an 1715 en son palais de Versailles. Qu’il repose en paix.»

Le cercueil est placé dans le caveau d'attente (remplaçant celui de Louis XIII, il attend celui de son successeur), à l'entrée du caveau des Bourbon de la basilique Saint-Denis. À la Révolution, les reliques royales sont vandalisées et leurs restes dispersés.
Le 4 septembre 1715, les entrailles de Louis XIV, conservées dans une urne, sont transportées à la cathédrale Notre-Dame de Paris. L'urne est placée sous les marches par lesquelles on accédait au maître autel, dans le caveau qui renfermait déjà celles de son père, le roi Louis XIII.
Le reliquaire contenant son cœur est transféré dans l'église Saint-Louis-des-Jésuites où il est profané en 1793. Louis François Petit-Radel s'en empare et le vend à ses amis peintres Saint-Martin et Michel Martin Drolling qui s'en servent en partie pour faire de la « mummie » (substance très rare et hors de prix donnant un glacis superbe aux tableaux et qui résultait d'un mélange de cœur embaumé, macéré dans de l'alcool, et d'aromates). À la Restauration, Saint-Martin restitue le reste du cœur non utilisé qui est alors déposé dans un coffret de vermeil et placé dans une armoire aux cœurs dans le caveau des Bourbon de la nécropole de Saint-Denis.

## Testament deLouisXIV
Le lendemain de la mort de Louis XIV, il est fait lecture de son testament (rédigé le 2 août 1714) en séance solennelle devant la grand chambre du Parlement de Paris en présence de toutes les Cours souveraines, les princes du sang et les ducs et pairs. Les prétendants à la Régence, princes du sang et fils légitimés vont savoir quelles étaient les volontés du roi pour sa succession au pouvoir, le nouveau roi n'ayant que cinq ans,.
Le roi Louis XIV pose son héritage ainsi :
- À son arrière-petit-fils : le trône, suivant les lois du royaume. Celui-ci devient Louis XV.
- Au duc du Maine, son fils, bâtard légitimé : l'éducation et la garde de l'enfant royal, ce qui signifie dans les faits la possibilité d'imposer la volonté du duc du Maine aux parlements par le biais du lit de justice.
- Au duc d'Orléans, son neveu : la charge de « président du conseil de régence », conseil statuant collégialement.

Une lutte d'influence débute alors entre le duc du Maine et le duc d'Orléans pour obtenir le titre de Régent de la part des parlementaires.
Le 2 septembre 1715, le testament est partiellement cassé à la suite d'une alliance nouée, avant la mort du roi, entre les parlementaires de Paris et Philippe d'Orléans, celui-ci promettant tout simplement de réintroduire les parlementaires dans les sphères du pouvoir royal s'ils le soutiennent face au duc du Maine,.
C'est donc Philippe d'Orléans qui est proclamé régent du royaume et détenteur effectif du pouvoir durant la minorité du jeune Louis XV, au détriment du duc du Maine qui ne peut rien faire face à cette alliance.
La seconde étape de l'alliance prend forme le 15 septembre 1715 : Philippe d'Orléans restitue au Parlement de Paris son droit de remontrance. De plus, le 1er octobre 1715, un système de polysynodie est accepté, les ministres du roi étant remplacés par plusieurs Conseils (« synodie ») auxquels haute noblesse, parlementaires et hauts notables ont accès.

## Filmographie
- Le cinéaste catalan Albert Serra a réalisé deux films sur l'agonie et la mort de Louis XIV, intitulés La Mort de Louis XIV (2016) et Roi Soleil (2018).
- L'émission Secrets d'Histoire diffusée sur France 2 le 1er septembre 2015, intitulée « Louis XIV, le roi est mort, vive le roi ! », présentée par Stéphane Bern, s'attarde sur la fin de la vie du monarque à l'occasion du 300e anniversaire de sa mort[16].